# Warenhaus für Armee und Marine
Das Warenhaus für Armee und Marine wurde 1887/1888 am heutigen Neustädtischen Kirchplatz im Berliner Ortsteil Mitte zunächst als Haus für den Offizierverein errichtet. Um das Jahr 1894 eröffnete in dem Gebäude ein Spezialwarenhaus für den Bedarf der zahlreich in Berlin stationierten Militärangehörigen. Zwischen 1935 und 2008 gab es immer wieder neue Eigentümer und neue Verwendungen des Hauses. Seit dem Ende des 20. Jahrhunderts gehört die Immobilie der Bundesrepublik Deutschland und steht unter Denkmalschutz.

## Geschichte

### Haus des Offiziervereins mit Militär-Kaufhaus

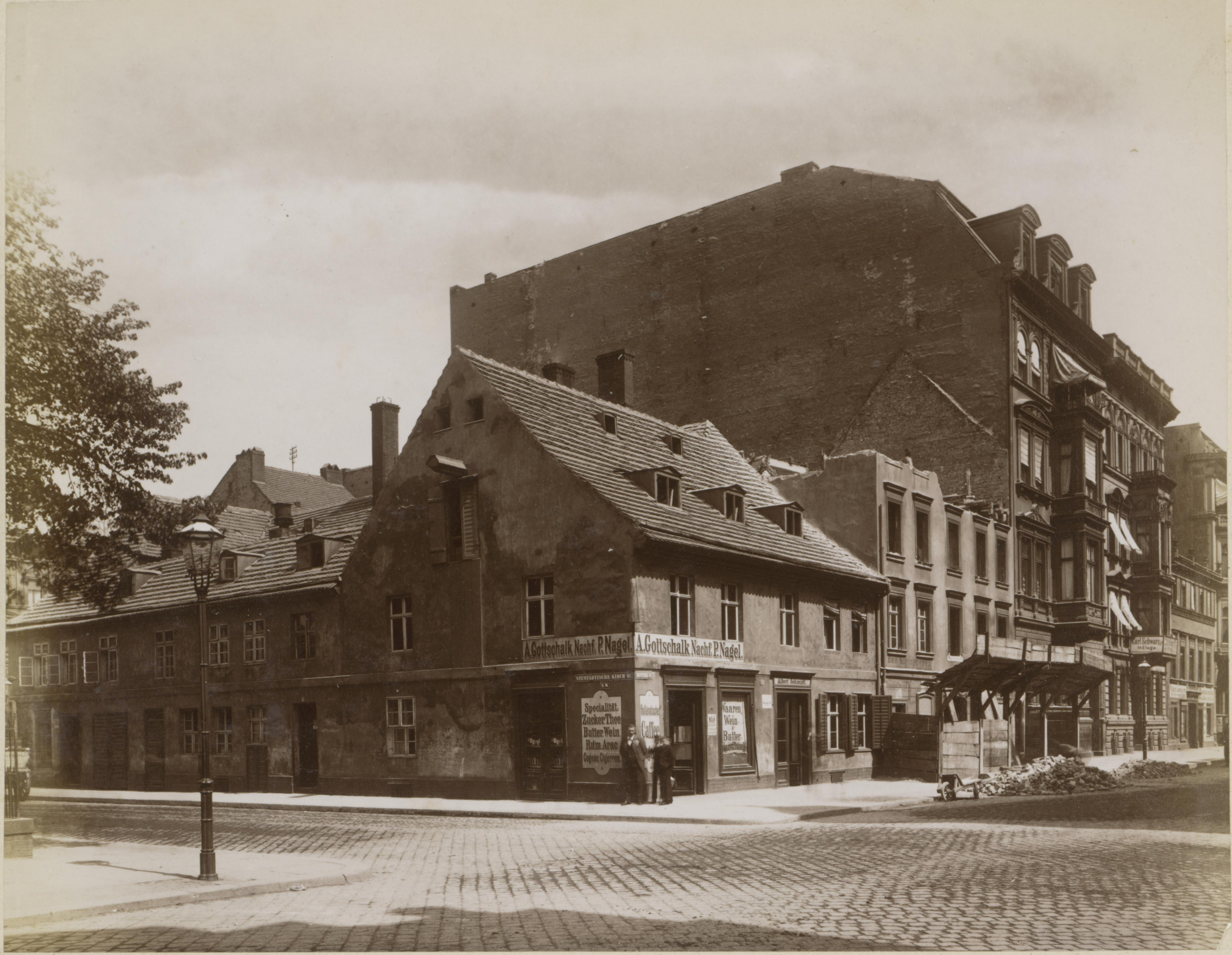
Häuser Neustädtische Kirchstraße/Ecke Mittelstraße während des Abbruchs
Fotografie von F. Albert Schwartz, 1887

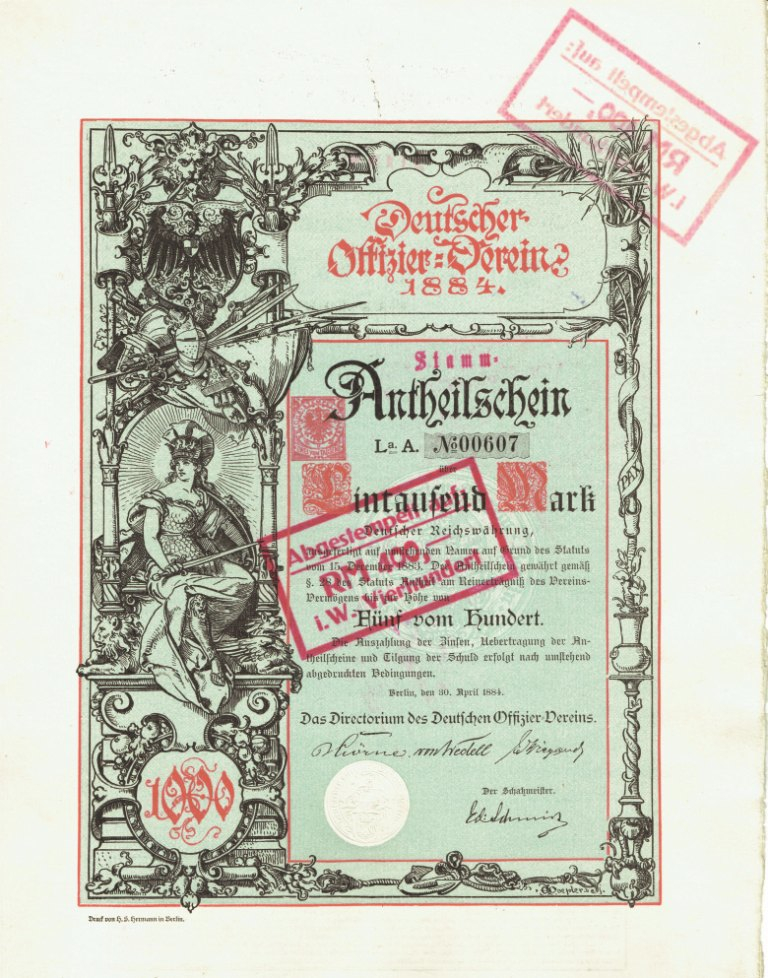
Anteilschein des Deutschen Offizier-Vereins vom 30. April 1884, ausgestellt auf Alfred Graf von Waldersee

Im Jahr 1886 standen auf den Parzellen Neustädtische Kirchstraße 4 (Eckgebäude zur Mittelstraße) und 5 (Eckgebäude zur Dorotheenstraße 71 [nach damaliger Hausnummernzählung]) zwei Wohnhäuser. Haus 4 befand sich im Eigentum eines Bäckers, Haus 5 gehörte einem Bankdirektor. Im Jahr 1887 waren die Gebäude noch vorhanden, nur das Haus Nummer 5 hatte einen Kaufmann als neuen Eigentümer. Bis zum Folgejahr wurden die alten Wohnhäuser abgerissen und im Adressbuch hieß es jetzt „Neubauten“ und als Eigentümer wurde Hennicke (Königgrätzer Straße 131) genannt. Der Architekt Julius Hennicke hatte die Immobilie erworben, um nach Abriss der Wohnhäuser mit seinem Partner Hermann von der Hude hier ein Vereinshaus zu errichten. Im Jahr 1889 war es fertig und eröffnete als Sitz für den Deutschen Offizierverein. Im Erdgeschoss gab es darüber hinaus die Buchhandlung R. Eisenschmidt. Als Verwalter fungierten ein Haus-Inspektor und ein Sek.-Leutnant, für die hier Wohnungen eingerichtet waren. Die Architekten traten in diesem Jahr als Eigentümergemeinschaft auf. Die Buchhandlung erweiterte ihr Angebot bis 1890 um Landkarten. Die Architekten hatten um 1891 die Immobilie dem Offizierverein verkauft.
Im 18. und 19. Jahrhundert gab es in der preußischen Hauptstadt zahlreiche militärische Niederlassungen. Dazu gehörten beispielsweise die 1. Garde-Infanterie-Division, die 2. Garde-Infanterie-Division, die Garde-Kavallerie-Division, die 3. und 4. Garde-Infanterie-Brigade, die 1. und 3. Garde-Kavallerie-Brigade, das 2. Garde-Regiment zu Fuß, das 1. und 2. Garde-Dragoner-Regiment, die 3. Eskadron des Regiments der Gardes du Korps, die 1. Garde-Feldartillerie-Brigade, das 2. Garde-Ulanen-Regiment und noch weitere mindestens elf Militäreinheiten. Schließlich zählten auch das Invalidenhaus und ein Militärarrest in der Lindenstraße dazu, um nur einige im Bereich von Berlin zu nennen. Außerdem war im Ministerium am Leipziger Platz 12/12a die preußische Admiralität, oberste Kommandobehörde der Marine, angesiedelt. Zur bevorzugten Versorgung der Militärs mit Kleidung, Waffen aber auch mit Lebensmitteln hatte das Kriegsministerium gemeinsam mit dem Offizierverein beschlossen, das Vereinshaus als Warenhaus für die in Berlin stationierten Militärangehörigen umzurüsten.
Der Offizierverein eröffnete nun etwa im Jahr 1893 in seinen Räumen das Waarenhaus für Armee und Marine. Anstelle der früheren Verwalter wohnte jetzt ein Direktor (von Wedel) im Haus. Die Buchhandlung verblieb im Erdgeschoss. Einige Jahre später übernahm wieder ein Hausverwalter die Aufgaben, der in der Nachbarschaft wohnte (Mittelstraße 25); ein Direktor war nicht mehr vorhanden. Der Buchhändler Eisenschmidt hatte sein Angebot um eine Lotterie-Einnahmestelle erweitert.
So blieb der Zustand bis zum Jahr 1910, außer dass zwischenzeitlich ein „Bürochef“ hier Einzug gehalten hatte (erstmals 1907 erwähnt). Als eingängigere Bezeichnung für das Gebäude wurde um 1910 Armeemarinehaus eingeführt. Weitere Änderungen vollzogen sich in den folgenden Jahren nicht. Erst im Jahr 1923 gibt das Adressbuch als Mitnutzer des Armeemarinehauses die Lewinsky, Retzlaff & Co., Bankkommanditgesellschaft auf Aktien an. Das war jedoch nur kurzzeitig. Eigentümer war nach wie vor der Deutsche Offizierverein.
Im Jahr 1930 war das Gebäude in Mitte noch immer Armeemarinehaus und im Besitz des Offiziervereins. Als neue Nutzer fanden sich die AG Feinmechanik vorm. Jetter und Scherrer, die Berliner Notruf-AG und eine weitere Buchhandlung (C. Bath).

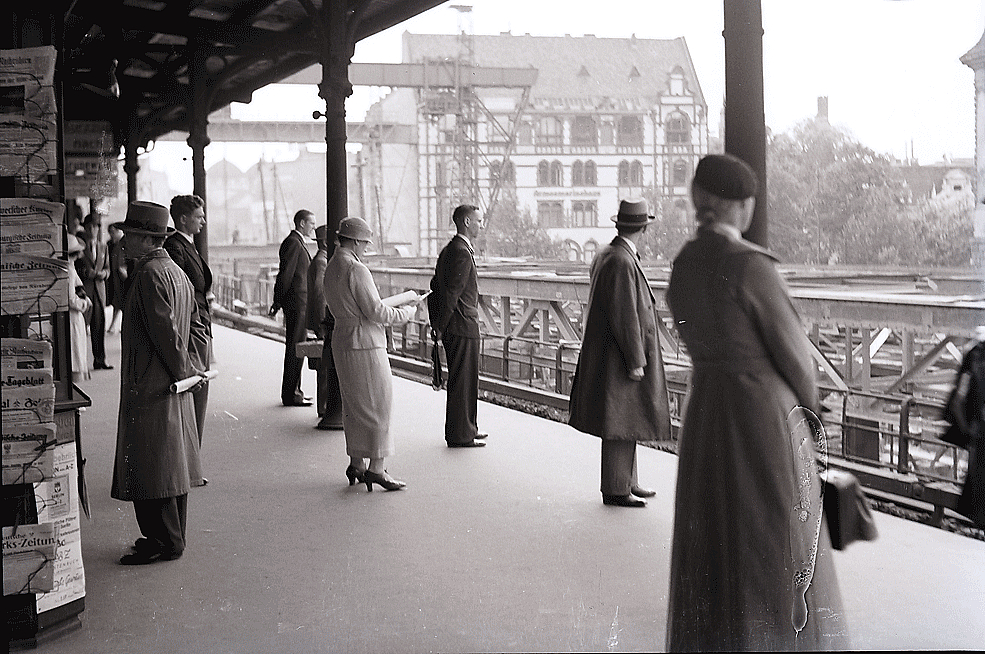
Armeemarinehaus am neuen Standort in der Hardenbergstraße, 1935

Im Jahr 1935 residierte das Armeemarinehaus in der Hardenbergstraße 24 in Charlottenburg. Dieses Gebäude befand sich ebenfalls im Eigentum des Deutschen Offiziersverein.

### Bürohaus von 1935 bis 1976
Das Warenhaus in Berlin-Mitte verlor ab den 1930er Jahren seine Funktion zur Versorgung für Militärangehörige, weil Truppenteile aufgelöst oder nach außerhalb von Berlin verlegt worden waren. Der Offizierverein verkaufte das Haus nach 1934 an den Deutschen Handwerks- und Gewerbekammertag und zahlreiche Verwaltungen hielten in der Folge Einzug: der Verlag Das Handwerk, das Deutsche Handwerksinstitut, die „Reichsinnungsverbände“ des Bildhauer- und Steinmetzhandwerks, des Glaserhandwerks, des Pflaster- und Straßenbauhandwerks und des Schlosserhandwerks. Außerdem werden der Reichskartell-Verein des Deutschen Glaserhandwerks, die Reichszentrale für Handwerkerlieferungen, das „Seminar für Handwerkskunde an der Handelshochschule Berlin“, die Redaktion der Glaserzeitung St. Lucas und ein Klempnermeister als Nutzer aufgeführt (1936).
In den Folgejahren gab es keine prinzipiellen Nutzungsänderungen, Eigentümer blieb der Deutsche Handwerks- und Gewerbekammertag, nur die zahlreichen Innungsvereine hatten sich zur Reichsgruppe Handwerk und dem Reichsstand des Deutschen Handwerks zusammengeschlossen.
Das Adressbuch des Jahres 1943, als letztes online einsehbar, wies noch immer den gleichen Eigentümer aus. Die Namen einzelner Verwaltungen im Haus hatten sich dem Zeitgeist entsprechend jedoch geändert, insbesondere erschienen eine Bürgschaftsgesellschaft für Handwerkersiedler sowie eine Handwerksaufbau Ost GmbH.
Im Kampf um Berlin kurz vor dem Ende des Zweiten Weltkriegs erlitt das Bauensemble zahlreiche Schäden, die jedoch nach 1945 repariert werden konnten. Die 1953 gebildete Handwerkskammer der DDR nutzte das Haus bis zum Jahr 1975.

### Botschaftsgebäude bis 2008

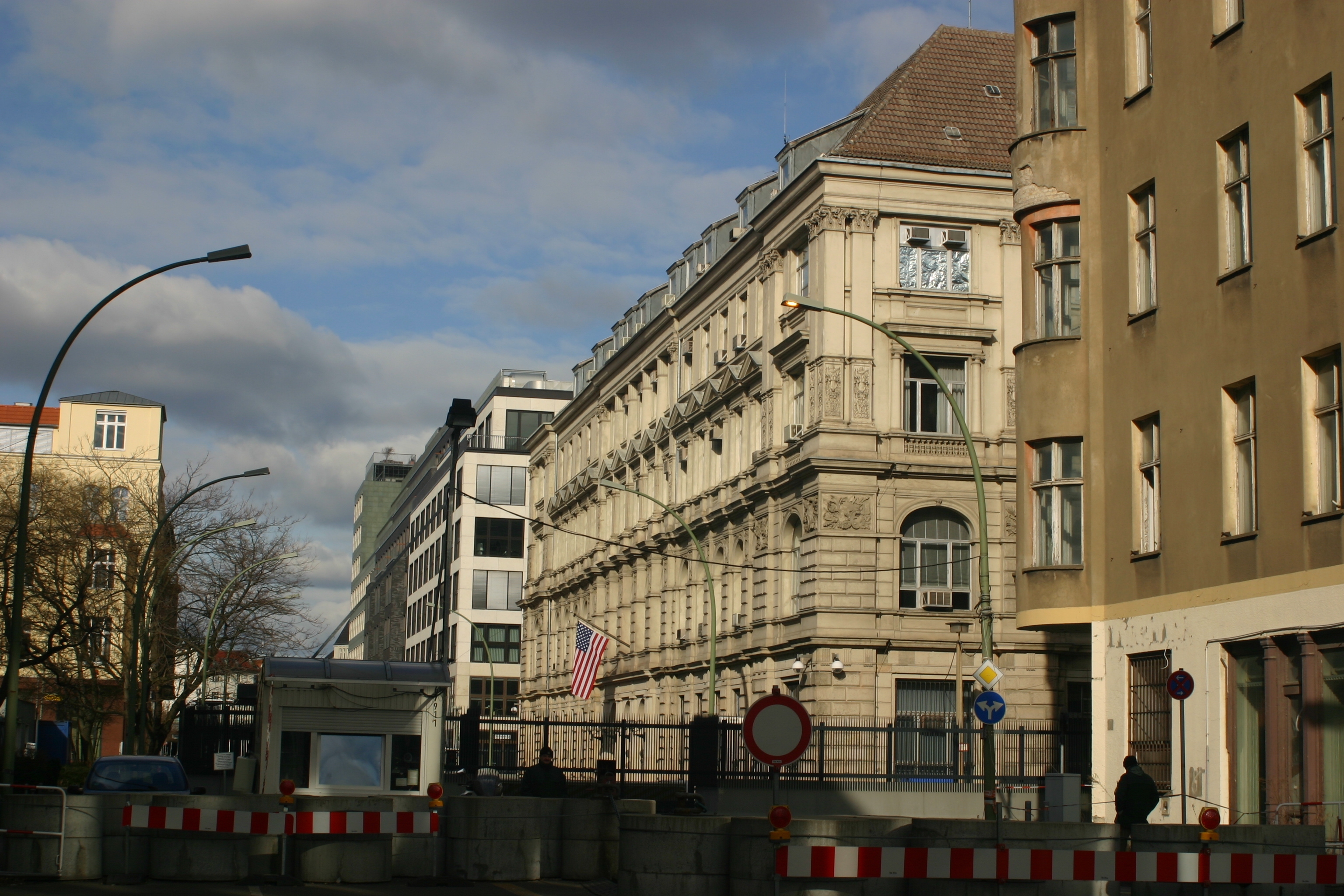
Amerikanische Botschaft, 2008
(noch mit gesperrter Durchgangsstraße direkt vor dem Eingang)

Als nach der Konferenz von Helsinki unter anderem auch die Vereinigten Staaten die DDR politisch anerkannt hatten, bot ihnen die Ost-Berliner Verwaltung das nahe der Grenze zu West-Berlin stehende Gebäude für ihre diplomatische Vertretung an. Die USA eröffneten hier nach einer Umbauphase im Jahr 1977 anstelle ihrer ausgebombten und abgeräumten Botschaft eine neue Vertretung bei der DDR. Diese führte eine öffentlich zugängige Bibliothek in ihrem Haus, die ohne gesonderte Anmeldung auch von DDR-Bürgern besucht werden konnte.
Nach den mehrfachen Terroranschlägen auf amerikanische Botschaftsgebäude im Jahr 1998 wurde die Fläche um die Botschaft mit Stacheldraht abgesperrt und der Verkehr großräumig umgeleitet. Die Amerikaner erhielten 1991 ihr früheres Grundstück neben dem Brandenburger Tor zurück, auf dem sie ihr neues Botschaftsgebäude planten. Die Sicherheitsmaßnahmen in Ost-Berlin sollten mit dem Umzug in den Neubau am Brandenburger Tor enden, dessen Fertigstellung sich jedoch bis Juli 2008 verzögerte. Im Ergebnis der Terroranschläge am 11. September 2001 blieben die Absperrungen und Verkehrsumleitungen deshalb weiter bestehen (wie auf dem Bild von 2008 zu sehen).
Das Haus am Neustädtischen Kirchplatz fiel in das Eigentum des deutschen Staates zurück und stand seit dem Umzug in den Neubau im Jahr 2008 leer.

### Bürogebäudekomplex für den Deutschen Bundestag
Nach einigem Hin und Her, beispielsweise war das Gebäude als Ausgleichsmaßnahme für das in Prag von der Bundesrepublik genutzte Palais Lobkowitz angedacht, gingen andere Überlegungen dahin, hier die Wissenschaftlichen Dienste des Deutschen Bundestages unterzubringen.
Anfang des Jahres 2013 hatte das Bundesamt für Bauwesen und Raumordnung einen beschränkten Wettbewerb zur „Herrichtung der Liegenschaft Neustädtische Kirchstraße 4/5 für den Deutschen Bundestag“ ausgeschrieben, an dem sich 22 Architekturbüros beteiligt haben. Am 23. August 2013 erhielt das Berliner Büro Huber Staudt Architekten zusammen mit dem Berliner Landschaftsplanungsbüro Weidinger den ersten Preis.
Das östliche Nachbargebäude, ursprünglich ein reines Wohnhaus, wird in den Baukomplex mit einbezogen. Bereits der Amerikanischen Botschaft diente es als Bürogebäude und ist über Treppen an das ehemalige Warenhaus angeschlossen. Da das Haus nicht denkmalgeschützt ist, wird es durch einen funktionalen Neubau ersetzt.
Die Gesamt-Baukosten sollten 31,5 Millionen Euro nicht überschreiten. Die preisgekrönten Entwürfe waren im September/Oktober 2013 im Bundesamt für Bauwesen und Raumordnung in der Straße des 17. Juni 112 ausgestellt und wurden entsprechend verwirklicht. Noch im gleichen Jahr fand bereits eine Schadstoffsanierung statt.
Der Baubeginn erfolgte im Oktober 2017, und zwar wurde bis März 2018 das historische Fundament mittels Gründungskörpern im Düsenstrahlverfahren (DSV) verstärkt, weil die Standsicherheit nicht mehr gegeben war. Für den kompletten Neubau in der Mittelstraße 25 begann im Februar 2018 der Abriss des Anbaus. Die doch bereits gestiegenen Kosten wurden mit 51 Millionen Euro veranschlagt, die erst später im Bundeshaushalt eingearbeitet wurden. Trotz etlicher Probleme konnte der Umbau in den 2020er Jahren abgeschlossen werden.

## Architektur

### Historisch
Der sechsgeschossige Bau (ein halbes Kellergeschoss) mit einer Putzfassade im Stil der Neorenaissance umschließt zwei verschieden große Innenhöfe. Zur Dorotheenstraße hin hat die Grundfläche eine Breite von etwa 29 Meter, zur Mittelstraße rund 21 Meter. Die in der Infobox angegebene Grundfläche des Gebäudes ist nur ein grober Orientierungswert.
Die 17-achsige Hauptfront zum Platz hin ist im Erd- und ersten Obergeschoss gequadert. Das zweite und dritte Stockwerk sind am Mittelrisalit und an den Eckrisaliten durch Kolossalpilasterordnungen zusammengefasst. Das ursprüngliche Dach wurde bei den Reparaturarbeiten um 1948/1949 vereinfacht wiederhergestellt. Durch die zahlreichen neuen Nutzungen erfolgten vor allem im Inneren immer wieder Veränderungen, sodass es anlässlich des Ausbauwettbewerbs hieß: „Der heutige Zustand erinnert nur noch andeutungsweise an die bauzeitliche Grundrissstruktur.“
Die Verkaufsgeschosse bildeten einen Rundgang mit einzelnen Verkaufsräumen, die nacheinander durchschritten werden mussten. Im Gebäude gab es unterschiedliche Treppen zur Erschließung. Die Geschossdecken mit Kappen aus Stahlblech ruhten zusätzlich auf schlanken gusseisernen Stützen.

### Änderungen im Rahmen des Umbaus ab 2014
Der Siegerentwurf beschreibt die zu erwartenden Änderungen wie folgt:

„Zwei gut proportionierte Innenhöfe öffnen das tiefe Gebäudevolumen aus Alt- und Neubauten, bieten Orientierung und Erholung für Mitarbeiter und Besucher und ermöglichen die natürliche Belichtung und Belüftung aller Aufenthaltsbereiche. Um die gewünschte Großzügigkeit der Innenhöfe zu erreichen, werden die Bauteile auf den benachbarten Grundstücken Mittelstraße 25 und Dorotheenstraße 67 konsequent in die Raumfolge des historischen Gebäudes am Neustädtischen Kirchplatz einbezogen. […] Alle Eingänge, Haupt- und Nebeneingänge des Altbaus bleiben erhalten. Der Neubau an der Mittelstraße erhält einen zusätzlichen barrierefreien Eingang. Von hier aus kann auch die gewünschte separate Nutzungseinheit für die Öffentlichkeitsarbeit des Bundestages und ein großzügiger Fahrradabstellraum erreicht werden.“ Das historische Warenhaus erhält ein neues Dach mit großen Gauben, die „das Dach städtebaulich erlebbar machen und die Nutzräume dahinter gut belichten“

Zum Inneren heißt es:

„Die ursprünglichen Säle des Warenhauses sollen ablesbar bleiben. Neue Elemente, wie das zentrale Treppenhaus, fügen sich selbstverständlich in den Raumplan ein. […] Die neu gestaltete Eingangshalle mit Pförtnerloge und Sicherheitskontrolle befindet sich vollständig barrierefrei erreichbar auf dem Straßenniveau. Die neue zentrale Treppenhalle vermittelt zwischen Straßenniveau und dem höher liegenden Erdgeschoss und verbindet auch alle weiteren Ebenen des Gebäudes miteinander. Eine Hebebühne an der Pförtnerloge bindet das Erdgeschoss für Rollstuhlfahrer an die Eingangshalle an. Die neue Treppe im Zentrum des Gebäudes öffnet sich zu beiden Innenhöfen gleichermaßen. Beidseitig an der Treppe vorbeigeführte Flure mit den beiden Aufzügen am Ende bilden die zentrale Erschließungsspange des Gebäudes. Hier treffen sich die beiden ‚Rundwege‘ um die Innenhöfe, die sämtliche Bereiche des Verwaltungsgebäudes erschließen.“

## In der Nachbarschaft

### Dorotheenstädtische Kirche
Dieses Gotteshaus stand bis zum Ende des Zweiten Weltkriegs dem hier beschriebenen Warenhaus genau gegenüber. Da das Kirchengebäude 1945 stark zerstört war, blieb es zunächst bis 1965 als Ruine stehen. Danach wurde es komplett beseitigt und die Fläche eingeebnet. Sie wurde als Parkplatz geduldet. Erst im 21. Jahrhundert begann die Bezirksverwaltung mit der Anlage eines Schmuckplatzes an dieser Stelle, der seit 2011 Neustädtischer Kirchplatz heißt.

### Beamtenwarenhaus und Hotel
Ganz in der Nachbarschaft des Militärwarenhauses gab es das Warenhaus für Deutsche Beamte und das Hotel zum Deutschen Offiziers-Verein (Dorotheenstraße 33/34 Ecke Bunsenstraße). In der Neustädtischen Kirchstraße 6/7, also auf der Nordecke zur Dorotheenstraße, hatte die Berliner Hotel-Gesellschaft ihren Hauptsitz, wo nacheinander verschiedene Direktoren renommierter Hotels wie des Continental oder Adlon logierten (Jahr 1894, Jahr 1899). Weitere Häuser um den (heutigen) Neustädtischen Kirchplatz gehörten Hotel- oder Fabrikbesitzern, Ärzten, Architekten oder Kaufleuten.

### Vom Landhaus zur Freimaurerloge

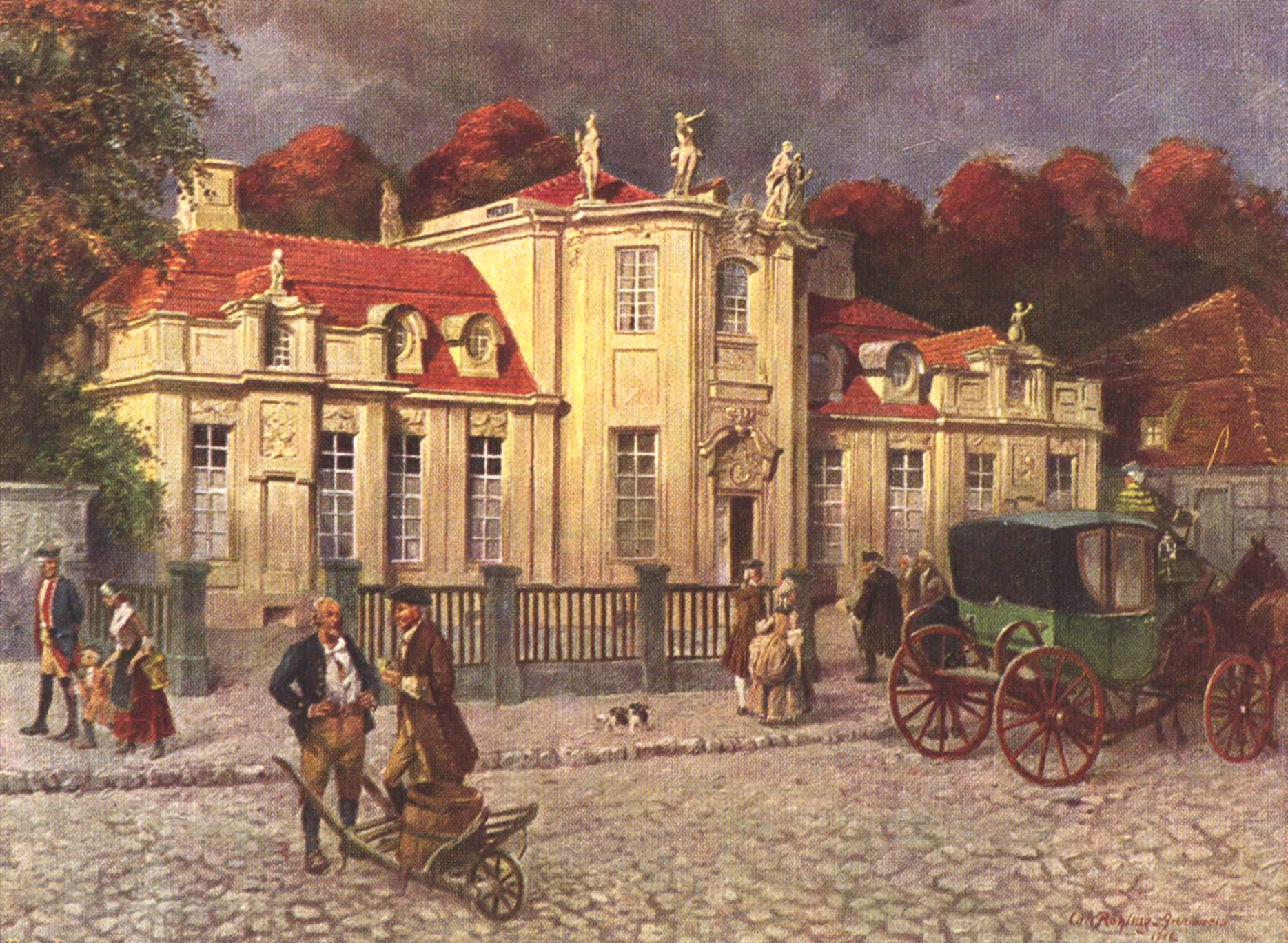
Preußisches Logen-Haus im 19. Jahrhundert

An der südlichen Ecke Neustädtische Kirchstraße und Dorotheenstraße stand seit 1712 das vom Architekten Andreas Schlüter erbaute Landhaus für den Minister Ernst Bogislav von Kameke. Im Jahr 1780 gelangte das nach seinem Erstbesitzer Villa Kamecke genannte Bauwerk an die preußische Freimaurer-„Groß-Loge Royal York zur Freundschaft“. Das Gebäude wurde im Zweiten Weltkrieg total zerstört und die Reste 1950 abgeräumt.

### Maison d’Orange
In der Dorotheenstraße 26 befand sich im 19. Jahrhundert die Maison d’Orange.